# Arenga microcarpa
Arenga microcarpa är en enhjärtbladig växtart som beskrevs av Odoardo Beccari. Arenga microcarpa ingår i släktet Arenga och familjen Arecaceae. Inga underarter finns listade i Catalogue of Life.